# Ермак (фильм)
«Ермак» — российский исторический мини-сериал, посвящённый русскому покорению Сибири, фильм-биография атамана Ермака Тимофеевича. Съёмки фильма были начаты в СССР в 1986 году и длились десять лет с перерывами. Вольная трактовка романа Евгения Фёдорова «Ермак».
Это один из самых продолжительных и дорогостоящих проектов советского и российского кинематографа конца XX века. Роль Ивана Грозного в этом фильме стала последней в жизни Евгения Евстигнеева.
Состоит из пяти серий:
- 1 серия — «Рождение атамана»
- 2 серия — «Царские ослушники»
- 3 серия — «Неизведанная Сибирь»
- 4 серия — «От плахи к почестям»
- 5 серия — «Бессмертие»

## Сюжет
Вторая половина XVI века. Одна из самых трагических и противоречивых страниц русской истории. Период правления Ивана Грозного. Эпоха усиления и укрепления Российского государства. Годы, положившие начало привычной ныне нерасторжимости понятий «Россия» и «Сибирь».
Ермак — реальное историческое лицо и человек-миф. О нём создано немало легенд, преданий, песен. Казачье войско под предводительством Ермака Тимофеевича совершило поход за Уральские горы, что послужило фактическому присоединению сибирских земель к Русскому Царству. Эта картина о трагическом столкновении двух миров: русского (православного) и тюркского (исламского), драма коренных народов Сибири — остяков и вогулов, оказавшихся между двух огней — Кучумом, потомком Чингисхана, который сумел завладеть престолом Сибирского ханства при помощи своего родственника, бухарского правителя, и Ермаком, бывшим крестьянином из пермских владений Строгановых, который перенёс бусурманскую неволю, собрал вокруг себя ватагу вольных казаков и даже принимал участие в Ливонской войне.
Эта лента воспроизводит атмосферу, быт и нравы того времени: кровопролитные бои, ужасы пыточной камеры, коварные убийства (главный консультант — профессор Александр Преображенский). Фильм рассказывает историю любви Ермака к загадочной Алёне (выдуманный образ), ставшей наложницей хана Кучума и родившей от него сына Чингиза, а также о страстной любви бесшабашного казака Ваньки Кольцо и гордой турчанки Фариды (вымышленный образ).
Натурные съёмки проходили в Сибири, в Алтайском крае и на Урале, а также в подлинных интерьерах Московского Кремля.

## В ролях
| - Виктор Степанов — казачий атаман Ермак - Евгений Евстигнеев — царь Иван Грозный (озвучивает Сергей Арцибашев) - Никита Джигурда — атаман Иван Кольцо - Ирина Алфёрова — наложница хана Кучума Алёна - Ходжадурды Нарлиев — хан Кучум - Пётр Вельяминов — поп Мелентий - Алексей Колесник — Никита Пан - Михаил Жигалов — Михайла Юрьев - Александра Колкунова — дочь османского посланника Фарида - Николай Михеев — воевода Семён Болховский - Макиль Куланбаев — мурза Сибирского ханства Карача - Валерий Порошин — Яков Михайлов - Виктор Сергачёв — купец Семён Строганов - Тахир Матеулин — Аника Строганов (озвучивает Алексей Булдаков) - Сергей Фетисов — Никита Строганов - Сергей Иванов — Максим Строганов - Валентин Трущенко — Сысой - Сергей Гармаш — Борис Годунов - Геннадий Мороз — Матвей Мещеряк - Александр Гарин — Замора - Алдабек Шалбаев — татарский царевич Маметкул | - Мурад Алиев — Алей - Юрий Саранцев — Юмшан - Абдрашид Абдрахманов — Гедыльбек - Александр Карпов — Богдан Брязга (озвучивает Олег Куценко) - Ион Аракелу — Окул - Юрий Цурило — турецкий посол - Владимир Прозоров — царский шут - Борис Юрченко — Мамыка - Александр Ческидов — Савва Болдырь - Анатолий Кирков — Ечигей - Александр Башуров — Корчига - Олег Пащенко — Черкас Александров - Виктор Михайловский — Панас - Александр Пятков — казак Керкун - Сергей Клановский — Юзеф - Виктор Терехов — Солевар - Юрий Шерстнёв — турецкий паша - Николай Сахаров — Ермак в молодости - Мария Костина — Алёна в молодости - Валентин Брылеев — думный дьяк - Владимир Уан-Зо-Ли — остяк - Нартай Бегалин — эпизод - Антон Нокелайнен — Ермак в детстве - Вячеслав Горбунчиков — казак - Любовь Гочияева — ханша |

## Съёмки
- Роль Ивана Кольцо сперва была предложена Арнольду Шварценеггеру (предполагалось, что в русском прокате он будет говорить голосом актёра озвучивания), и он согласился, — ему очень хотелось сыграть роль «русского мужика» в русском фильме, его абсолютно не волновали технические вопросы, он был готов на любую роль и согласен даже на смехотворный по голливудским меркам гонорар, но его американские продюсеры пригрозили ему судебным иском, поскольку его кабальный студийный контракт особо оговаривал условие, что он может сниматься только в главных ролях, таким образом сняться в этом фильме он мог, только играя роль Ермака Тимофеевича, но режиссёр фильма видел в этой роли В. Степанова, поэтому появления Арнольда в фильме не состоялось[1].
- Хотя большая часть съёмок в Москве проходила в помещениях Кремля, некоторые эпизоды снимались в парадной зале здания Государственного Исторического Музея, находившегося в то время на капитальной реконструкции.
- На съёмках фильма актёр и каскадёр Нартай Бегалин, известный по участию в боевике «Пираты XX века», получил серьёзные травмы, после которых не смог оправиться и 8 ноября 1993 года скончался в московской больнице.

## Съёмочная группа
- Авторы сценария: Анатолий Иванов, Вадим Трунин, Владимир Краснопольский, Валерий Усков
- Продюсеры: Александр Литвинов, Владимир Краснопольский, Владимир Меньшов
- Режиссёры: Валерий Усков, Владимир Краснопольский
- Операторы: Виктор Якушев, Александр Рябов
- Художник: Владимир Донсков
- Композиторы: Леонид Афанасьев, Владимир Терлецкий
- Дирижёр: Марк Эрмлер
- Художник-гример: Александр Демидов
- Художник по костюмам: Михаил Горелик (приз «Ника»)